# Condé-sur-Suippe
Condé-sur-Suippe – miejscowość i gmina we Francji, w regionie Hauts-de-France, w departamencie Aisne.
Według danych na styczeń 2014 roku gminę zamieszkiwało 228 osób, a gęstość zaludnienia wynosiła 39,2 osób/km².